# Sven Härdelin
Sven Härdelin, född 20 juni 1916 i Engelbrekts församling, Stockholm, död 30 augusti 1987 i Delsbo församling i Hudiksvalls kommun, Gävleborgs län, var en svensk fiolspelman med Zornmärket i guld, kompositör och lärare.

## Biografi
Härdelin var son till Thore Härdelin den äldre och far till Thore Härdelin den yngre, båda framstående spelmän. Han engagerade sig mycket i Hälsinglands spelmansrörelse, ledde Delsbostämman samt dokumenterade och spelade in ett antal äldre spelmän. Den folkmusikaliska hemvisten var Delsbo och längre norrut i Hälsingland, men han var även klassiskt skolad violinist. Liksom sin far var Sven Härdelin i Amerika på turné och gick vid ett tillfälle genom New Yorkkvarteret Harlem med Delsbodräkt och fiol.

## Inspelningar

### Diskografi
- 1969 – Härdelins låtskola med musikillustrationer
- 1968 – Spelmanslåtar från Hälsingland (med Thore Härdelin (d.y.), Hugo Westling och Gällsbo Emil Olsson)
- 1972 – Spelmansstämma i Delsbo (album med låtbidrag från flera spelmän)

### Övriga inspelningar
- Svenskt visarkiv

## Medverkan i radio
- 1979 - Hälsingelåtar (Sven och Thore Härdelin spelar och berättar) (SR, P2)

## Filmografi
- 1950 – Rågens rike - kompositör och musiker vid dansen